# Valonská Wikipedie
Valonská Wikipedie je jazyková verze Wikipedie ve valonštině. Byla založena v roce 2003. V lednu 2022 obsahovala přes 11 300 článků a pracovali pro ni 4 správci. Registrováno bylo přes 21 000 uživatelů, z nichž bylo asi 30 aktivních. V počtu článků byla 150. největší Wikipedie.